# 共有 (日本法)
本項目では日本法における共有（きょうゆう）について解説する。
理論上、共同所有の態様には総有、合有、共有（狭義の共有）の三態様があるが、民法第二編第三章第三節で規定される｢共有｣は、狭義の共有を意味する。一方で、民法は共同所有関係をすべて｢共有｣と呼んでいるため実際には総有または合有を意味する場合がある。なお、信託法は受託者が2人以上の場合を「総有」と呼んでいる。
共有者が有する所有の割合の事を持分（もちぶん）または共有持分と言う。その割合は、意思や法律の規定によって定められるが、法律上等しいものと推定される（民法第250条）。
民法の共有の規定は、用益物権など所有権以外の財産権を複数人で有する場合について準用される（264条本文）。ただし、法令に特別の定めがあるときは、この限りでない（264条但書）。例えば、特許権などの産業財産権については、特許法で特別に定められる共有の規定（共有 (産業財産権)を参照）が適用される。
2021年（令和3年）の民法等の改正により共有制度の見直しが行われた（2023年（令和5年）4月1日施行）。

## 使用行為
各共有者は、共有物の全部について、その持分に応じた使用をすることができる（民法第249条）。具体的には、土地について3分の1の持分を有する共有者は、面積の3分の1ではなく全体を使用することができる。
2021年（令和3年）の民法改正で、共有物を使用する共有者がいる場合でも、持分の過半数で共有物を使用する共有者を決定することが可能とされた（民法第252条1項後段）。
改正前民法では共有物を使用する共有者がいる場合に、その共有者の同意なく持分の過半数を持つ共有者で共有物に関する事項を決定できるか明確でなく、共有物を使用する共有者が他の共有者に対してどのような義務を負うのかも明確でなかった。2021年（令和3年）の民法改正では、共有物を使用する共有者がある場合でも、持分の過半数で管理行為（軽微な変更を含む）に関する事項を決定することができるとした（民法第252条1項後段）。ただし、配偶者居住権が成立している場合には持分の過半数で使用者を決定しても、別途消滅の要件を満たさない限り、配偶者居住権は存続する（民法第1032条4項・1038条3項参照）。また、共有者間の決定に基づき第三者に短期の賃借権等を設定した後、持分の過半数で当該賃貸借契約等の解約を決定しても、別途解除等の消滅の要件を満たさない限り賃借権等は存続する。
改正前民法の判例では、持分価額が過半数を超える者であっても少数持分権者が単独で占有している共有物の明け渡しを求めることはできないとされていた（最判昭和41・5・19民集20巻947頁）。しかし、2021年（令和3年）の民法改正は、他の共有者が「明渡しを求める理由」を主張・立証しなければならないとしていた判例とは異なる立場から法改正を行い、持分価格の過半数による決定自体が明渡しを求める理由となるとし、民法第252条1項及び3項は共有物の使用に関する原初的合意の原則をとることを含意したものとされている。
2021年（令和3年）の民法改正では、共有物を使用する共有者がある場合でも、持分の過半数で管理行為（軽微な変更を含む）に関する事項を決定することができるとしたが（民法第252条1項後段）、共有物を使用する共有者に特別の影響を及ぼすべきときは、その承諾を得なければならないとしている（民法第252条3項）。
2021年（令和3年）の民法改正で、共有物を使用する共有者は、別段の合意がある場合を除き、自己の持分を超える使用の対価を償還する義務を負うとされた（民法第249条2項）。また、共有物を使用する共有者は善管注意義務を負うと明記された（民法第249条3項）。

## 変更行為
共有物の変更行為（軽微変更を除く）には、他の共有者全員の同意を得なければならない（民法第251条1項）。
変更行為とは、保存行為と管理行為を除く、共有物の物理的変化を伴う行為を言う。変更行為の具体例は、共有物が土地である場合、①田畑を宅地に造成する事、②売買とその解除、③共有地上に用益物権（地上権・法定地上権等）を設定する事などがあげられる。
共有物全体の処分も変更に等しい行為であるから全員の同意を要する。民法251条に違反する変更行為に対して他の共有者はその行為の禁止と原状回復を請求することができる（最判平成10・3・24判時1641号80頁）。
改正前民法では共有物に軽微な変更を加える場合にも共有者全員の同意が必要とされ、円滑な利用・管理を阻害していたため、2021年（令和3年）の民法改正により「形状又は効用の著しい変更を伴わないもの」を除外することを明示した（民法第251条1項括弧書）。これにより「形状又は効用の著しい変更を伴わないもの」（軽微変更）については、持分の過半数で決定することができることとなり（民法第251条2項）、共有者の一部に所在等不明共有者がいても持分価格の過半数の同意があれば決定できることとなった。
また、所在等不明共有者がいる場合、共有者全員の同意を得ることができないため、共有者不明状態への現実的な対処が課題になっていた。2021年（令和3年）の民法改正では、共有者が他の共有者を知ることができず、又はその所在を知ることができないときは、裁判所は、共有者の請求により、当該他の共有者以外の他の共有者の同意を得て共有物に変更を加えることができる旨の裁判をすることができる制度が導入された（民法第251条2項）。

## 管理行為

### 管理行為の決定
共有物の管理行為には、共有者の持分価額の過半数で決して行わなければならない（民法第252条1項前段）。
管理行為とは、共有物の使用・利用・改良を行う行為のことを指す。ここでの「利用」行為とは共有物を用いて、その性質を変更せずに収益を上げる事を指し、「改良」行為とは共有物の交換価値を増加させることを指す。管理行為の具体例としては、①共有者の一人に使用させる事 ②共有物の賃貸借とその解除 ③共有物の管理者を定めそのものに使用収益させる事などがある。共有物を目的とする賃貸借契約解除は管理行為である（最判昭和29・3・12民集8巻696頁、最判昭和39・2・25民集18巻329頁）。
2021年（令和3年）の民法改正により管理行為（狭義）と軽微な変更行為が持分の過半数で決定することができることとなった。なお、管理行為（狭義）と軽微な変更行為をあわせて広義の管理行為、管理・変更・保存行為などをすべて含めて最広義の管理行為という。
2021年（令和3年）の民法改正により短期賃借権等の設定について持分の過半数で決定することができるとする規律が整備された（民法第252条4項）。なお、借地借家法の適用のある賃借権の設定には、一時使用目的の場合（借地借家法25条・40条）や存続期間が3年以内の定期建物賃貸借（借地借家法38条1項）などを除き、原則として共有者全員の同意が必要である。
所在等不明共有者や賛否を明らかにしない共有者がいる場合、共有物の管理の決定が困難となるため、共有者不明状態への実用的対処が課題になっていた。2021年（令和3年）の民法改正では、他の共有者が所在等不明の場合や、他の共有者に相当期間を定めて共有物の管理に関する決定への賛否を明らかにするよう催告してもその期間内に賛否を明らかにしなかった場合、共有物の管理をしようとする共有者は、裁判所に所在等不明共有者または賛否を明らかにしない共有者以外の共有者の持分価格の過半数で共有物の管理に関する事項を決することができる旨の裁判を求め、その裁判に基づき管理を行う制度が導入された（民法第252条2項）。

### 共有物の管理者
2021年（令和3年）の民法改正により共有者の持分の過半数で共有物の管理者を選任及び解任することができる規定が新設された（民法第252条の2・第252条1項括弧書）。
共有物の管理者は、共有物の管理行為をすることができるが、変更行為（その形状又は効用の著しい変更を伴わないものを除く）を加える場合には共有者の全員の同意を得なければならない（民法第252条の2第1項）。

## 保存行為
共有物の保存行為には、各共有者が単独でできる（民法第252条5項）。
保存行為とは、共有物の現状を維持する事で、全ての共有者に不利益が及ばないようにする行為のことを指す。保存行為の具体例としては、①目的物の修繕 ②腐敗し易い物の売却 ③物権的請求権の行使などがあるが、他の共有者に不利益を与えない行為は保存行為として広く捉えることが多い。

## 分割請求
各共有者は、いつでも共有物の分割請求ができる（256条1項前段）。ただし、5年以下の期間で分割禁止契約をすることはできる（1項後段）。共有者間で分割の協議が調わない場合は、裁判所に対して分割を請求することができる（258条1項）。
改正前民法には現物分割と競売分割しかなく、判例で賠償分割（全面的価格賠償）が認められていたが、分割方法の検討順序に関する当事者の予測可能性や運用の安定性に問題があった。2021年（令和3年）の民法改正により、裁判による共有物分割でも賠償分割が可能なことを明文化し、現物分割または賠償分割で共有物を分割することができないとき、または分割によってその価格を著しく減少させるおそれがあるときは、裁判所は、その競売（競売分割）を命ずることができるとされた（民法第258条3項）。

## 所在等不明共有者の不動産の持分の取得及び譲渡
所在等不明共有者がいる不動産の共有持分の取得や共有不動産の売却等には手続的な負担が大きかったため、2021年（令和3年）の民法改正により、所在等不明共有者の不動産の持分の取得（民法262条の2）と所在等不明共有者の不動産の持分の譲渡（民法第262条の3）の制度が新設された。

### 所在等不明共有者の持分の取得
不動産が数人の共有に属する場合に、所在等不明共有者がいるときは、裁判所は、共有者の請求により所在等不明共有者の持分を取得させる旨の裁判をすることができる（民法262条の2第1項）。
申立人以外の共有者は当事者とする必要はないが、所定の期間内に別途持分取得の裁判を申し立てることができる。申立人が複数のときは、その持分割合に応じて、所在等不明共有者の持分を按分して取得する（民法262条の2第2項）。
所在等不明共有者が異議の届出をして所在等が判明したときは申立ては却下される。他の共有者が異議届出期間に共有物分割の訴えを提起して異議の届出をしたときも申立ては却下される（民法262条の2第2項）。

### 所在等不明共有者の持分の譲渡
不動産が数人の共有に属する場合に、所在等不明共有者がいるときは、裁判所は、共有者の請求により所在等不明共有者の持分を当該特定の者に譲渡する権限を付与する旨の裁判をすることができる（民法262条の3第1項）。所在等不明共有者以外の共有者全員が持分の全部を第三者に譲渡する場合に限り認められる。
この制度は遺産共有の場合（所在等不明共有者の持分が相続財産に属する場合で共同相続人間で遺産の分割をすべき場合）で、相続開始の時から10年を経過していないときは利用できない（民法262条の2第2項）。

## 対外的関係
第三者に対する共有権確認訴訟は共有者全員による共同訴訟による（最判昭和46・10・7民集25巻885頁）。例えば、土地を共有しているA・B・Cがその共有地について、現在土地の登記名義人になっている者Dに対して、共有権確認と移転登記請求をする場合は、共有者全員が原告とならなければならない。
一方で、土地の共有持分を各自が確認する共有持分の確認については、単独で訴えを提起できる。また、Dに対して登記を抹消する請求を提起することは、保存行為として各自なしうる。一方、たとえばDの側がABCに土地明渡請求をなす場合、ABは協力的だがCだけが非協力的だという場合について、ABCの全員を訴える必要はなく、Cのみを訴えれば足りる。

## 持分の放棄
共有者の一人が、持分を放棄したときおよび死亡して相続人がいないときは、その共有者の持分は他の共有者に帰属する（255条）。これを共有の弾力性という。ただし、死亡して相続人がいないときでも特別縁故者がいる場合は、共有者には帰属せず、958条の2による特別縁故者への相続財産の分与が優先される（最判平成元・11・24）。相続人無き死者の財産は、国庫に帰属させるのが原則であるが、いかなる状況の共有持分も必ず国庫に帰属させなければならないとすると、非常に難解な法律関係を国が引き継ぐことになる事態が生じる虞があり、それを避けるために設けられた特則が255条である。なお、国や地方自治体が契約等によって私人から共有持分を取得することは可能であり、鉄道施設の保有など公共事業において行われることが多い。国や地方自治体と私人からなる共有関係において、私人が共有持分を放棄したとき等は、その持分は共有者である国や地方自治体に帰属する。

### 登記
共有者の一人がその持分を放棄して他の共有者に帰属する場合、共有者の持分抹消登記ではなく持分移転登記をするべきである（最判1969年（昭和44年）3月27日民集23巻3号619頁）。放棄した持分は、他の共有者にその持分の割合に応じて移転するのであって、特定の者のために持分放棄に基づく持分移転登記を申請することはできない（登記研究470-97頁）。なお、持分放棄に基づく持分取得は原始取得である（登記研究10-30頁）。なお、共有持分放棄をした者がその前に住所を移転している場合、持分移転登記の前提として登記名義人表示変更登記をしなければならない（登記研究473-151頁）。
A・B共有の不動産につきAがCに持分全部を売却した後、その登記をしないうちにBが持分放棄をした場合、持分放棄を原因とするBからCへの持分移転登記の前提として、売買を原因とするAからCへの持分移転登記をしなければならない（1985年（昭和60年）12月2日民三5440号回答）。また、真実はA・B共有であるのに、誤ってAの単独所有である登記がされている不動産につきBが持分放棄をした場合、持分放棄を原因とするBからAへの持分移転登記の前提として、A・Bの共有とする所有権更正登記をしなければならない（1985年（昭和60年）12月2日民三5440号回答参照）。
A・B・C共有の不動産につきAが持分放棄をした場合、AとBの共同申請によりAからB・Cへの持分移転登記をすることはできない（登記研究577-154頁）が、AとBの共同申請によりAからBへ移転した持分のみについては持分移転登記をすることができる（1962年（昭和37年）9月29日民甲2751号回答）。
上記一部の移転登記後Cが登記をしていなことに乗じて、Cに移転すべき持分をAが第三者Dへ売却した場合、売買を原因とするAからDへの持分移転登記の申請は受理される（1969年（昭和44年）5月29日民甲1134号回答、第177条）。
A・B・C共有の不動産につきCからBへの持分全部移転仮登記（不動産登記法105条1号）がされている場合、AからBへ持分放棄を原因とする持分全部移転登記を申請することはできない（登記研究655-187頁）。

### 登記手続き
登記の目的（不動産登記令3条5号）は、「A持分全部移転」のように記載する。既述一部の移転の場合、「A持分一部移転」のように記載する。
登記原因及びその日付（不動産登記令3条6号）のうち、登記原因は「持分放棄」である。不動産登記法は、民法又は民法の特別法に根拠があるならそのまま登記原因とできる趣旨だからである。持分放棄は単独行為であり、意思表示が他の共有者に到達しなくても効力が発生するから、持分放棄の意思表示をした日を日付とする。
そして、原因と日付を合わせて「平成何年何月何日持分放棄」のように記載する。
登記申請人（不動産登記令3条1号）は、持分を得る他の共有者を登記権利者とし、持分放棄をして失う者を登記義務者として記載する。持分放棄をした者が単独で申請をすることは原則としてできない（登記研究86-40頁）。なお、法人が申請人となる場合、以下の事項も記載しなければならない。
- 原則として申請人たる法人の代表者の氏名（不動産登記令3条2号）
- 支配人が申請をするときは支配人の氏名（一発即答14頁）
- 持分会社が申請人となる場合で当該会社の代表者が法人であるときは、当該法人の商号又は名称及びその職務を行うべき者の氏名（2006年（平成18年）3月29日民二755号通達4）。

添付情報（不動産登記規則34条1項6号、一部）は、登記原因証明情報（不動産登記法61条・不動産登記令7条1項5号ロ）、登記義務者の登記識別情報（不動産登記法22条本文）又は登記済証及び書面申請の場合には印鑑証明書（不動産登記令16条2項・不動産登記規則48条1項5号及び同規則47条3号イ(1)、同令18条2項・同規則49条2項4号及び同規則48条1項5号並びに同規則47条3号イ(1)）、登記権利者の住所証明情報（不動産登記令別表30項添付情報ロ）である。法人が申請人となる場合は更に代表者資格証明情報（不動産登記令7条1項1号）も原則として添付しなければならない。一方、農地につき持分放棄を原因とする持分移転登記を申請する場合でも、農地法3条の許可書（不動産登記令7条1項5号ハ）の添付は不要である（1948年（昭和23年）10月4日民甲3018号回答）。
登録免許税（不動産登記規則189条1項前段）は、不動産の価額に移転する持分の割合を乗じて計算した金額（登録免許税法10条2項）の1,000分の20である（登録免許税法別表第1-1(2)ハ）。端数処理など算出方法の通則については不動産登記#登録免許税を参照。